# William Thwaites
Sir William Thwaites, KCB, KCMG (* 9. Juni 1868 in Kensington; † 22. Juni 1947) war ein britischer Offizier der British Army, der unter anderem zwischen 1927 und 1929 Oberbefehlshaber der Britischen Rheinarmee war.

## Leben

### Militärische Ausbildung
William Thwaites, Sohn von William Thwaites und Jeanette Threlfall, begann nach dem Besuch des Wellington College in Berkshire eine Offiziersausbildung an der Royal Military Academy Woolwich und wurde nach Beendigung der Ausbildung am 16. Februar 1887 als Leutnant (Second Lieutenant) in die Royal Horse and Royal Field Artillery übernommen. Am 10. Oktober 1897 wurde er zum Hauptmann (Captain) befördert und nahm zwischen 1899 und 1902 am Zweiten Burenkrieg teil. Dort übernahm er am 1. Oktober 1900 den Posten als Divisionsadjutant (Divisional Adjutant) und erhielt am 20. August 1902 seine Beförderung zum Major. Er wurde am 1. Oktober 1905 als Stabsoffizier (Staff Captain) in das Heereshauptquartier (British Army Head Quarters) und übernahm im Heereshauptquartier am 8. Oktober 1906 den Posten als stellvertretender Assistierender Generalquartiermeister (Deputy-Assistant Quartermaster-General at Head Quarters).
Am 17. Februar 1912 wurde Major Thwaites als Generalstabsoffizier Zweiten Grades zum Generalstab der 2. Londoner Division der Territorialarmee (Territorial Force) versetzt. Dort wurde ihm am 26. November 1913 Brevet-Rang eines Oberstleutnant (Brevet Lieutenant Colonel) und er war zuletzt bis zum 2. Juni 1915 Generalstabsoffizier Ersten Grades.

### Erster Weltkrieg
Nachdem William Thwaites am 2. Juni 1915 der vorübergehende Dienstgrad eines Brigadegenerals (Temporary Brigadier-General) verliehen wurde, übernahm er an der Westfront zwischen Juni 1915 und Juli 1916 den Posten als Kommandeur (Commanding Officer) der 141st (5th London) Infantry Brigade, mit der er in der Folgezeit unter anderem an der Schlacht bei Loos (25. September bis 14. Oktober 1915) teilnahm. Danach war er als Generalmajor (Major-General) als Nachfolger von Generalmajor Edward Montagu-Stuart-Wortley von Juli 1916 bis zu seiner Ablösung durch Generalmajor Gerald Farrell Boyd im September 1918 Kommandeur (General Officer Commanding) der 46th (North Midland) Division und nahm mit dieser an der Schlacht an der Somme (1. Juli bis 18. November 1916) sowie ab dem 8. August 1918 am Beginn der Hunderttageoffensive wie zuletzt am Beginn der Schlacht am Saint-Quentin-Kanal (29. September 1918 bis 2. Oktober 1918) teil. Für seine Verdienste wurde er am 1. Januar 1917 Companion des Order of the Bath (CB).
Gegen Kriegsende übernahm Generalmajor Thwaites im September 1918 den Posten als Generaldirektor für Mobilmachung und militärischen Nachrichtendienst (Director-General of Mobilisation and  Military Intelligence) im Imperialen Generalstab (Imperial General Staff) und behielt diesen bis April 1922. Für seine Verdienste an der Westfront erhielt der am 10. Oktober 1918 das französische Croix de Guerre

### Zwischenkriegszeit
Am 3. Juni 1919 wurde William Thwaites zum Knight Commander des Order of St Michael and St George (KCMG) geschlagen, so dass er fortan den Namenszusatz „Sir“ führte. Darüber hinaus wurde er am 7. Juni 1919 Kommandeur des belgischen Leopoldsordens und erhielt am 12. Juli 1919 die US-amerikanische Army Distinguished Service Medal. Des Weiteren wurde ihm am 24. Oktober 1919 das Croix de Guerre mit Palmen verliehen. Er wurde ferner am 15. Oktober 1920 der Orden des Weißen Adlers des Königreichs der Serben, Kroaten und Slowenen verliehen. Am 5. November 1920 wurde er Kommandeur der Ehrenlegion und erhielt am 7. Februar 1921 ein weiteres Mal das Croix de Guerre.
Nachdem Generalmajor Thwaites zwischen April und September 1922 im Imperialen Generalstab Direktor für militärische Operationen (Director of Military Operations) war, wurde er im Juli 1923 Nachfolger von Generalmajor Sir Nevill Smyth als Kommandeur der 47th (1/2nd London) Division. Auf diesem Posten blieb er bis Dezember 1926 und wurde daraufhin von Generalmajor Louis Oldfield abgelöst. Er selbst wurde in dieser Zeit zum Generalleutnant (Lieutenant-General) befördert sowie am 1. Januar 1927 auch zum Knight Commander des militärischen Zweiges des Order of the Bath (KCB (Mil)) geschlagen. Im April 1927 löste Generalleutnant Thwaites General Sir John Philip Du Cane als Oberbefehlshaber der Britischen Rheinarmee (Commander-in-Chief, British Army of the Rhine) und verblieb auf diesem Posten bis Dezember 1929, womit er der letzte Oberbefehlshaber bis zur Wiedereinrichtung dieses Postens bis 1945 war.

### Aufstieg zum General
Am 22. Mai 1931 erhielt William Thwaites schließlich seine Beförderung zum General. Danach war er zwischen dem 7. August 1931 und dem 1. Oktober 1933 Generaladjutant (Aide-de-camp General) von König Georg V. Er war ferner im Imperialen Generalstab von Oktober 1931 bis Oktober 1933 Generaldirektor für die Territorialarmee (Director-General, Territorial Army). Im Anschluss war er zwischen Oktober 1933 und dem 31. Juli 1935 außerordentlicher Generaladjutant des Königs. Am 9. Juni 1935 schied er aufgrund des Erreichens der Altersgrenze von 67 Jahren aus der Reserve aus. Er bekleidete allerdings bis zum 9. Juni 1938 noch das Ehrenamt des Colonel-Commandant of the Royal Regiment of Artillery.
Zuletzt wurde General Sir William Thwaites am 6. September 1946 Deputy Lieutenant der Grafschaft Berkshire und hatte dieses Amt als Vertreter des Königs bis zu seinem Tode am 22. Juni 1947 inne. Seine 1892 geschlossene Ehe mit Mabel Cubitt blieb kinderlos.